# سلمک (گیاه)
سلمک که به آن سلمه یا سلمه تره نیز گفته می‌شود (نام علمی Chenopodium album) گیاهی از خانواده (تیره) Amaranthaceae و زیر تیره Chenopodioideae است. سلمک گیاهی دو لپه، یکساله، دو جنسی، ایستا و به ارتفاع ۳۰ تا ۱۸۰ سانتیمتر می‌باشد. اگرچه این گیاه در برخی مناطق دنیا کشت می‌شود، اما در بیشتر کشورها به عنوان یک علف هرز در نظر گرفته می‌شود.

برگ‌های این گیاه خوراکی است و به‌طور گسترده در شمال هند به عنوان یک محصول غذایی معروف به bathua کشت و مصرف می‌شود. 

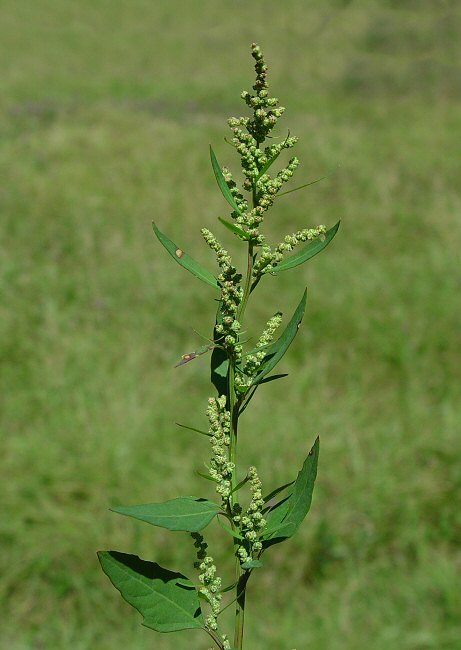
سلمک

محدوده بومی آن به دلیل کشت گسترده مبهم است، اما بیشتر اروپا را شامل می‌شود، و لینه این گونه را در سال ۱۷۵۳ توصیف کرد. سلمه به‌طور گسترده در جاهای دیگر طبیعی شده‌است و اکنون تقریباً در همه جا (به جز قطب جنوب) [۱] در خاک‌های غنی از نیتروژن، به ودر زمین‌های بایر دیده می‌شود.
گیاهی است یکساله با ساقه‌های ایستا و انشعابات فراوان که غالباً دارای خطوط صورتی یا بنفش هستند. ارتفاع آن بر حسب آب و هوا و نوع خاک تغییر می‌کند (به ندرت تا ۳ متر). برگهای سلمه متناوب و از نظر ظاهری متنوع هستند. اولین برگها، نزدیک پایه گیاه، دندانه دار و تقریباً لوزی شکل، ۳–۷ سانتی‌متر طول و ۳–۶ سانتی‌متر عرض دارند. برگهای بالاتر حاشیه بریده یا دندانه ای دارند و شبیه پای غاز هستند و با دمبرگ به ساقه متصل می‌باشند. کرکهای سفیدرنگی برگ و ساقه‌های این گیاه را پوشانده‌است.
گل آذین آن از نوع خوشه ای مرکب و سبز رنگ است. گلها دوجنسی هستند، با پنج اندام پوششی گل که در سطح بیرونی آرد آلود هستند و در قاعده کمی به‌هم پیوسته‌اند.[۱۳] هر گل دارای پنج پرچم است.[۱۳]میوه نیز سبز رنگ ودارای بذرهای ریزی است.
سلمه طبقه‌بندی بسیار پیچیده‌ای دارد و به ریزگونه‌ها، زیرگونه‌ها و واریته‌های متعددی تقسیم شده‌است که تمایز بین آنها دشوار است. اضافه بر این، سلمه به راحتی با چندین گونه Chenopodium دیگر تلاقی کرده هیبریدهای گوناگونی تولید می‌کند می‌کند.
این گیاه در اکثر مزارع به خصوص مزارع صیفی و غلات زیاد دیده می‌شود.
تکثیر آن از طریق بذر صورت می‌گیرد. گیاهان این جنس تولید مقادیر زیادی گلوکوزیدسیانوژنیک کرده باعث مسمومیت دام می‌شوند.
روشهای کنترل:
برای مبارزه با سلمک در مزارع چغندر و پنبه می‌توان از علف کش ترفلان به نسبت ۱٫۲تا۲٫۴لیتر در هکتار قبل از رویش گیاه مخلوط با خاک استفاده کرد. در مزارع غلات با استفاده از تو-فور-دی((2-4-Dبه نسبت ۳لیتر درهکتاربعد از رویش اقدام کرد. همچنین در باغات می‌توان از پاراکوات (گراماکسون) استفاده کرد
1. ↑  1988. Flora of New Zealand, DSIR. Christchurch, New Zealand (به انگلیسی). Vol. Vol. IV. جلد. به کوشش Webb C.J. , Sykes W.R. & Garnock-Jones P.J.. p. p. 524. {{cite book}}: |جلدها= has extra text (help); |صفحه= has extra text (help)نگهداری CS1: سایر موارد (link)
2. ↑  "Flora Europaea". https://websites.rbge.org.uk/cgi-bin/nph-readbtree.pl/feout?FAMILY_XREF=&GENUS_XREF=Chenopodium&SPECIES_XREF=album&TAXON_NAME_XREF=&RANK= (به انگلیسی). {{cite web}}: External link in |وبگاه= (help)
3. ↑  Linnaeus, C. (1753). Species Plantarum 1: 219.